# Miota costalis
Miota costalis är en stekelart som först beskrevs av Thomson 1858.  Miota costalis ingår i släktet Miota, och familjen hyllhornsteklar. Arten är reproducerande i Sverige.